# 青い山脈
『青い山脈』（あおいさんみゃく）は、1947年に発表された石坂洋次郎作の長編小説。日本の一地方を舞台に高等女学校の生徒らの男女交際などを通して当時の社会と人間を明るくユーモラスに描いた作品である。

## 概要
『青い山脈』は、1947年（昭和22年）6月9日から10月4日の『朝日新聞』に連載された。連載後、同年12月に新潮社から単行本が出版された。
1945年に太平洋戦争が終り、日本が戦争中の軍国主義から民主主義の世の中になった時期を背景に、日本の一地方を舞台に高等女学校の生徒らの男女交際などを通して当時の社会と人間を明るくユーモラスに描いた作品である。男女交際や女性の権利などについて、当時封建的と呼ばれた旧思想と民主主義を標榜する新思想の対立を主題としている。日本国憲法が施行された翌月から連載され、民主主義の教科書として受容された。
この小説を原作として1949年（昭和24年）に原節子主演の映画（青い山脈 (映画)）が製作され、大ヒットとなった。その3か月前に発表された同名の主題歌（青い山脈 (曲) 西條八十作詞、服部良一作曲）も高い人気を得た。その後1957年・1963年・1975年・1988年に再映画化されたほか、1962年・1966年・1974年にはテレビドラマ化された（青い山脈 (テレビドラマ)）。

## 舞台
作者の石坂洋次郎は、1925年から1929年にかけて青森県弘前市の青森県立弘前高等女学校（のちの弘前中央高等学校）と秋田県横手市の秋田県立横手高等女学校（のちの横手城南高校）の教員をしていたが、『青い山脈』の舞台のモデルは弘前学院聖愛高等学校といわれる。
卒業式の日に卒業生が目を付けた下級生をひっぱたくという「根をはるもの」の章で言及される挿話は、石坂洋次郎の三女が疎開先で通学した女学校の話がヒントになったと推定されている。

## 学制について
当時すでに教育基本法（昭和22年法律第25号）と学校教育法（昭和22年法律第26号）も施行されていたが、『青い山脈』が連載された1947年度（昭和22年度）には学校教育法に基づく学校は、中等教育及び高等教育に関しては新制中学1年を除き、ほぼ皆無の状況であり、旧制の学校が「従前の規定による学校として存続」という状態であった。この小説は、従前の中等学校令（昭和18年勅令第36号）に基づく旧制・高等女学校と高等学校令（大正7年勅令第389号）に基づく旧制・高等学校という中で書かれている。

## あらすじ
作品は10章によって構成されている。
日曜日
学用品を買うために家の米を売りに来た女学校5年生の新子と丸谷商店の息子で高等学校生の六助が出会う。
試される者
偽のラブレターを受け取った新子が担任教師の島崎雪子に相談する。
根をはるもの
島崎雪子が受け持ちのクラスで新子あての「ニセ手紙」について生徒たちの意見を求める。
味方の人々
六助と偶然再会した新子が六助に紹介された六助の友人富永安吉らと一緒にテニスをしたりする。
一つの流れ
急病人の診察を頼まれた医師の沼田が一緒にいた島崎雪子と共に患者の家に行き、看病する。
理事会開く
「ニセ手紙」問題について生徒たちの父母などからなる理事会が開かれ、女学校側の説明および出席者の意見交換のあと投票が行われ、島崎雪子の対応が支持される。
ならず者
海でボートに乗っていた水着姿の新子と六助の2人が別のボートの3人組の男にからまれ、潜水が得意な新子も活躍して3人組の男を撃退する。
和解へ
「ニセ手紙」を書いた同級生の松山浅子と新子が和解する。
リンゴの歌
夏休み中に北海道に帰省した富永安吉にあてた六助の手紙によって、家計を助けるために警察官ほかの追跡を振り切って新子たちがリンゴを県外に密移出したことが報告される。
みのりの秋
沼田が島崎雪子にプロポーズして雪子が承諾するが、夫婦は互いの人格を尊重することなどを雪子が結婚の条件とし、沼田が応じる。

## 登場人物

### 主要人物
島崎雪子
私立海光女学校の若い英語教師。新子のクラスの担任。
寺沢新子（しんこ）
海光女学校の5年生。
金谷六助
「今年大学に入ってるはずなんだけど、落第した」高等学校生。駅前通りの丸十商店の息子。
沼田玉雄
独身の青年医師。海光女学校の校医。

### 金谷六助の周辺人物
富永安吉
金谷六助の友人。愛称ガンちゃん。「戦争の後期に六ヵ月ばかり招集された」高等学校生。庭球部のマネージャー。
弥吉（やきち）
金谷六助の父。
おとく
金谷六助の母。

### 海光女学校
笹井和子
1年生。
松山浅子
5年生。寺沢新子の同級生。
野田アツ子
5年生。寺沢新子の同級生。
武田
校長。
八代（やしろ）
教頭。
田中
まだ若い体育の教師。
白木
家事担当の教師。
岡本
国語・漢文担当の老教師。
井口甚蔵
理事長。市会議員。ブローカー。

### 父母
柳家のおやじさん
醤油屋の主人。
宝屋のお母さん
旅館の女将。
長森源八郎
士族風の老人。
新子の母
寺沢新子の生みの母。

### 梅太郎と周辺人物
梅太郎
年増の芸者。本名は浅利トラ。
駒子
梅太郎の妹分の芸者。

## 評価
作者の石坂洋次郎は、自身の著作について芸術性が薄い傾向で、とくに教師を辞めてからの作品『青い山脈』や『石中先生行状記』、『陽のあたる坂道』、『光る海』などは「通俗性が濃厚に沁（し）み出ている」と、1972年72歳の時に述懐している。
大島渚は、『青い山脈』について性の問題を掘り下げない石坂洋次郎の「通俗的良識」の甘さと、政治などの「危険」な外的要因を避けている点を指摘する一方、「この戦後最初の新聞連載小説が、私たちに与えた新鮮な感動については、それを実際にあじわった人間以外には、いくら説明しても、それを実感として伝えることはできないだろう。（中略）私は今もなお『青い山脈』の文章のひとつ、ひとつ、ことに登場人物の会話のひとつ、ひとつを昨日の記憶のようになまなましく、生理的に思い出すことができる」と、15歳の時に読んで受けた感動を1975年に回想した。
西尾幹二は、第二次大戦後の日本の民主主義を批判的にとらえる視点から1997年に『青い山脈』を批判して否定した。西尾の『青い山脈』批判の要点は、第1に社会や意識の改革における女性上位、第2に戦勝国アメリカ合衆国への迎合意識、第3に個人主義の偏重および国家意識の欠如、第4に発表後50年経過し期限切れによる存在意義の消滅である。
高橋源一郎は、2010年ごろ30年以上ぶりに『青い山脈』を読み、太宰治らが生み出した戦後文学としてもっとも充実した作品であると評し、とくに兵役経験者で高等学校一の読者家である登場人物の富永安吉に注目し、作品の主軸ととらえた。
三浦雅士は2020年に出版した『石坂洋次郎の逆襲』で、その小説について戦前・戦中・戦後を通じて女性の視点で社会を見たその自由主義的な一貫性を高く評価し、『若い人』や『青い山脈』などについてもその明朗健全より重要なのは作品の主人公である女性の登場人物が「主体的に男を選び、主体的に行動する」点であると論じた。

## 書誌
- 『青い山脈』新潮社、1947年、342頁、19 cm[21]。
- 『石坂洋次郎作品集 1』「青い山脈」「山のかなたに」新潮社、1951年、440頁、19 cm[22]。
- 『青い山脈』新潮社、新潮文庫、1952年、301頁、16 cm。
  - 『青い山脈』新潮社、新潮文庫、1968年改版、301頁、16 cm、ISBN 4101003041[23]。
- 『石坂洋次郎文庫 5』「青い山脈」「山のかなたに」新潮社、1966年、445頁、20 cm[24]。
- 『青い山脈』小学館、P+D BOOKS、2018年、334頁、18 cm、ISBN 4093523436。
  - 『青い山脈 Kindle版』小学館、P+D BOOKS、2018年、Kindle用電子書籍[25]。
- 他に文学全集などに収録されている。
  - 『現代長編小説全集 2 石坂洋次郎集』講談社、1958年、319[26]-472頁[27]、19 cm。